# Grand Prix de Denain 2007
Il Grand Prix de Denain 2007, quarantanovesima edizione della corsa e valida come evento dell'UCI Europe Tour 2007 categoria 1.1, si svolse il 19 aprile 2007 su un percorso totale di circa 199,4 km. Fu vinto dal francese Sébastien Chavanel che terminò la gara in 4h18'56", alla media di 46,205 km/h.
Partenza con 149 ciclisti, dei quali 122 portarono a termine il percorso.

## Ordine d'arrivo (Top 10)
| Pos. | Corridore          | Squadra         | Tempo    |
| ---- | ------------------ | --------------- | -------- |
| 1    | Sébastien Chavanel | F. des Jeux     | 4h18'56" |
| 2    | Mark Renshaw       | Crédit Agricole | s.t.     |
| 3    | Eric Baumann       | T-Mobile        | s.t.     |
| 4    | Saïd Haddou        | Bouygues Tél.   | s.t.     |
| 5    | Gorik Gardeyn      | Unibet.com      | s.t.     |
| 6    | Nicolas Roche      | Crédit Agricole | s.t.     |
| 7    | Jérémie Galland    | Auber 93        | s.t.     |
| 8    | Jean-Patrick Nazon | AG2R Prév.      | s.t.     |
| 9    | Jimmy Engoulvent   | Crédit Agricole | s.t.     |
| 10   | Steven Caethoven   | Ch. Jacques     | s.t.     |